# Ozoir-la-Ferrière
Ozoir-la-Ferrière este un oraș în Franța, în departamentul Seine-et-Marne, în regiunea Île-de-France. 
1. ↑  French National Directory of Representatives, accesat în 15 martie 2019
2. ↑   https://www.data.gouv.fr/fr/datasets/5c34c4d1634f4173183a64f1/, accesat în 15 martie 2019 Lipsește sau este vid: |title= (ajutor)
3. ↑  répertoire géographique des communes, accesat în 26 octombrie 2015
4. ↑  dataset of postal codes in France, 1 octombrie 2018